# Dalmo Dallari
Dalmo de Abreu Dallari (Sierra Negra, 31 de diciembre de 1931- São Paulo, 8 de abril de 2022) fue un jurista brasileño, formado por la Facultad de Derecho de la Universidad de São Paulo. 

## Trayectoria
Profesor emérito de la Facultad de Derecho de la Universidad de São Paulo, entre sus principales obras se destaca Elementos de Teoría General del Estado. En 2001, publicó una obra pionera acerca de las perspectivas del Estado en el futuro de la Humanidad. La llamó El futuro del Estado y trata sobre el concepto del Estado mundial, del mundo sin Estados, de los llamados Superestados y de los múltiples Estados del Bienestar.
En 1996, fue nombrado por la Unesco responsable de la Cátedra de Educación para la Paz, Derechos Humanos, Democracia y Tolerancia, creada en la Universidad de São Paulo, habiendo participado en su primer Congreso en 1998.
Falleció el 8 de abril de 2022, 

## Histórico
- 1947: fue militar
- 1953: ingresó en el curso de derecho de la Universidad de São Paulo, egresando en 1957.
- 1961: publica su primer artículo titulado "El municipio brasileño".
- 1963: se hace docente de la facultad.

## Artículos y obras
- O município brasileiro. São Paulo: s.c.p., 1961.
- Da atualização do Estado. São Paulo: s.c.p., 1963.
- Elementos de teoria geral do Estado. 14ª ed. São Paulo: Saraiva, 1989.
- O renascer do direito: direito e vida social; aplicação do direito, direito e política. São Paulo: José Bushatsky, 1976.
- O pequeno exército paulista. São Paulo: Perspectiva, 1977.
- O futuro do Estado. São Paulo: Moderna, 1980.
- Que são direitos da pessoa. São Paulo: Brasiliense, 1981.
- Que é participação política. São Paulo: Brasiliense, 1981.
- Constituição e Constituinte. São Paulo: Saraiva, 1982.
- O direito da criança ao respeito. São Paulo: Summus, 1986.
- O Estado Federal. São Paulo: Ática, 1986.
- Direito ambiental. Revista Politécnica. São Paulo, n. 204-205, jan./jun. 1992. p. 23-24.
- A participação popular e suas conquistas. In: Cidadão constituinte: a saga das emendas populares. Coord. Carlos Michiles et al. Río de Janeiro: Paz e Terra, 1989. p. 378-388.
- O Poder Judiciário e a filosofia jurídica na nova Constituição. In: Poder Judiciário e a nova Constituição. São Paulo: Lex, 1990. p. 9-23.
- Direitos Humanos e Cidadania.
- O poder dos juízes, ed. Saraiva.
- Os Direitos da Mulher e da Cidadã por Olímpia de Gouges, ISBN 8547210792 ISBN 978-8547210793